# Aerodramus hirundinaceus
Aerodramus hirundinaceus là một loài chim trong họ Apodidae.